# Бартоу, Джон-Дэвид
Джон-Дэвид Фрэнсис Бартоу (англ. John-David Francis Bartoe; род. 17 ноября 1944, Абингтон, штат Пенсильвания, США) — американский астрофизик. Научный руководитель Международной космической станции (МКС) в Космическом центре имени Линдона Джонсона. Он осуществляет надзор в отношении исследовательских возможностей, исследовательского оборудования и планов исследований на МКС. Будучи гражданским служащим ВМС США, он летал во время космической миссии шаттла STS-51F в качестве специалиста по полезной нагрузке.

## Биография
С 1966 по 1988 год Бартоу работал астрофизиком в Военно-морской исследовательской лаборатории в Вашингтоне, округ Колумбия, и опубликовал более 60 научных работ в области физики солнечных наблюдений и приборов. Он получил степень бакалавра наук по физике в университете Лихай (1966) и степень магистра наук и доктора философии по физике в Джорджтаунском университете (1974 и 1976 годах, соответственно). Затем был директором по эксплуатации и применению в офисе космической станции в штаб-квартире НАСА с 1990 по 1994 год. Он также занимал должность главного научного сотрудника космической станции с 1987 по 1990 год.
Бартоу является членом Ассоциации исследователей космоса, а также является председателем Комитета по космическим станциям Международной астронавтической федерации. Его награды включают Медаль «За исключительные достижения» НАСА, Премию за выдающиеся заслуги в области военно-морского флота, премию за лётные достижения от Американского астронавтического общества, NASA Space Flight Medal и NASA Skylab Achievement Award.

## Личная жизнь
Женат на Донне Джун Барто, трое детей. Радиолюбитель с позывным W4NYZ.